# Charlie Puth
Charles Otto Puth (Rumson, Nueva Jersey; 2 de diciembre de 1991), conocido como Charlie Puth, es un cantante, compositor y productor musical estadounidense. Es conocido por producir e interpretar «See You Again» junto a Wiz Khalifa, en honor a la muerte de su actor favorito Paul Walker. Fue nominado 4 veces a los premios Grammys.
En 2016 lanzó los primeros sencillos de su álbum debut Nine Track Mind, Marvin Gaye en 2015 con la colaboración de Meghan Trainor que trepó al primer puesto en su país natal y en otros tres países, y las canciones One Call Away y Dangerously. También lanzó We Don't Talk Anymore con Selena Gomez.
En 2017 publicó su segundo álbum llamado Voicenotes, que incluiría sencillos como Attention que llegó el 26 de agosto de 2017 a la quinta posición del Billboard Hot 100, en la que permaneció 40 semanas, escrito, producido e interpretado por él mismo. El segundo sencillo del álbum se tituló How Long y se publicó el día 19 de octubre de 2017, este sencillo estuvo en el Hot 100 durante 24 semanas y alcanzó la posición n.º21.

## Carrera

### Primeros años
Charles Otto Puth nació el 2 de diciembre de 1991 en Rumson, un borough del estado de Nueva Jersey en Estados Unidos. Es hijo de Debra, una maestra de música judía, y de Charles, un constructor y agente de bienes de raíces alemanas católico. Tiene dos hermanos mellizos menores, Mikaela y Stephen. 
A los dos años de edad, Charlie fue mordido en un accidente casi fatal por un perro, del que aún conserva su cicatriz en la ceja. 
Su madre le inculcó escuchar música clásica y comenzó a enseñarle el piano a los 4 años. Empezó a estudiar jazz a los 10 años. En sexto grado, fue de puerta en puerta vendiendo un álbum de Navidad llamado «Have a Merry Charlie Christmas» que había grabado y producido, ganando 600 dólares en ventas.

### 2009–2014: Los inicios
Charlie se unió a YouTube en septiembre de 2009 y comenzó a publicar sus propios covers acústicos. En octubre de 2011, ganó un concurso de versiones organizado por Perez Hilton. Tras ganar dicho certamen con «Someone like You» de Adele, fue invitado al show de Ellen DeGeneres, donde interpretaron la canción y se le ofreció firmar un contrato con una discográfica.
El 25 de enero de 2012, volvieron al show The Ellen DeGeneres interpretando «Need You Now» de Lady Antebellum y un tema original escrito por Puth titulado «Break Again», tema que además fue coescrito con Robert Gillies. Charlie aceptó dicho contrato, sin embargo se cambió poco después a Atlantic Records (compañía que lleva a reconocidos artistas como Ed Sheeran, Bruno Mars, Charli XCX y Coldplay).
Puth ha producido y escrito muchas canciones para compañeros de YouTube. Escribió el tema musical de Shane Dawson, «Shane and Friends», el tintineo de introducción para los videos de la familia bloguera «The Shaytards» , el tema musical ctfxc y una canción para el tour y película Our 2nd Life, así como varios sencillos para el miembro de Our 2nd Life, Ricky Dillon.

### 2015-2016: Fama, lanzamiento de su primer Sencillo y Disco Debut.

Puth junto a Wiz Khalifa cantando See You Again, 2016

Primero ha conseguido hacer un cameo en el video de «Dear Future Husband» de Meghan Trainor haciendo de «futuro marido». En febrero de 2015 lanzó su primer sencillo «Marvin Gaye» que cuenta con la voz de Meghan Trainor. Ese mismo año coescribió la canción «Slow Motion» para Trey Songz, Jason Derulo,"Oops", canción que interpretaría junto a Little Mix y realizó junto a Lil Wayne, «Nothing But Trouble». En una entrevista con Billboard, Puth explica el ambiente que quería para su próximo EP. «Escuché un montón de discos de Marvin Gaye y Motown. Cuando estaba haciendo mi disco, yo sólo quería hacer este sonido soulful. Cuando Marvin Gaye hizo su música, evocó este sentimiento que llegar a todos.» En abril de 2015, lanzó «I Won't Tell a Soul», el segundo sencillo de su EP, Some Type of Love.
Su fama masiva llegó con el lanzamiento de «See You Again», junto a Wiz Khalifa, canción que él escribió, produjo e interpreta. Se encuentra en la banda sonora de Fast and Furious 7 como homenaje al fallecimiento del actor estadounidense Paul Walker. Logró llegar al número #1 en el Hot 100 de hacer su primera entrada, primer top 10 y el primer número uno en el Hot 100, ganándole 3 nominaciones a los premios Grammys y convirtiéndose en el segundo vídeo más visto en la historia de YouTube, habiendo durado un mes en primera posición, siendo desbancado por «Despacito».
A principios de 2016, saca al mercado su álbum debut Nine Track Mind, el cual fue disco platino en los Estados Unidos. En agosto lanzó su canción «We Don't Talk Anymore», junto con Selena Gomez, cuyo videoclip superó las dos mil millones de visitas. Posteriormente, su gira «Don't Talk Tour» le llevaría a recorrer los Estados Unidos desde septiembre a noviembre de dicho año. En noviembre sacó el videoclip del segundo sencillo de su álbum «Dangerously».

### 2017–2018: Voicenotes

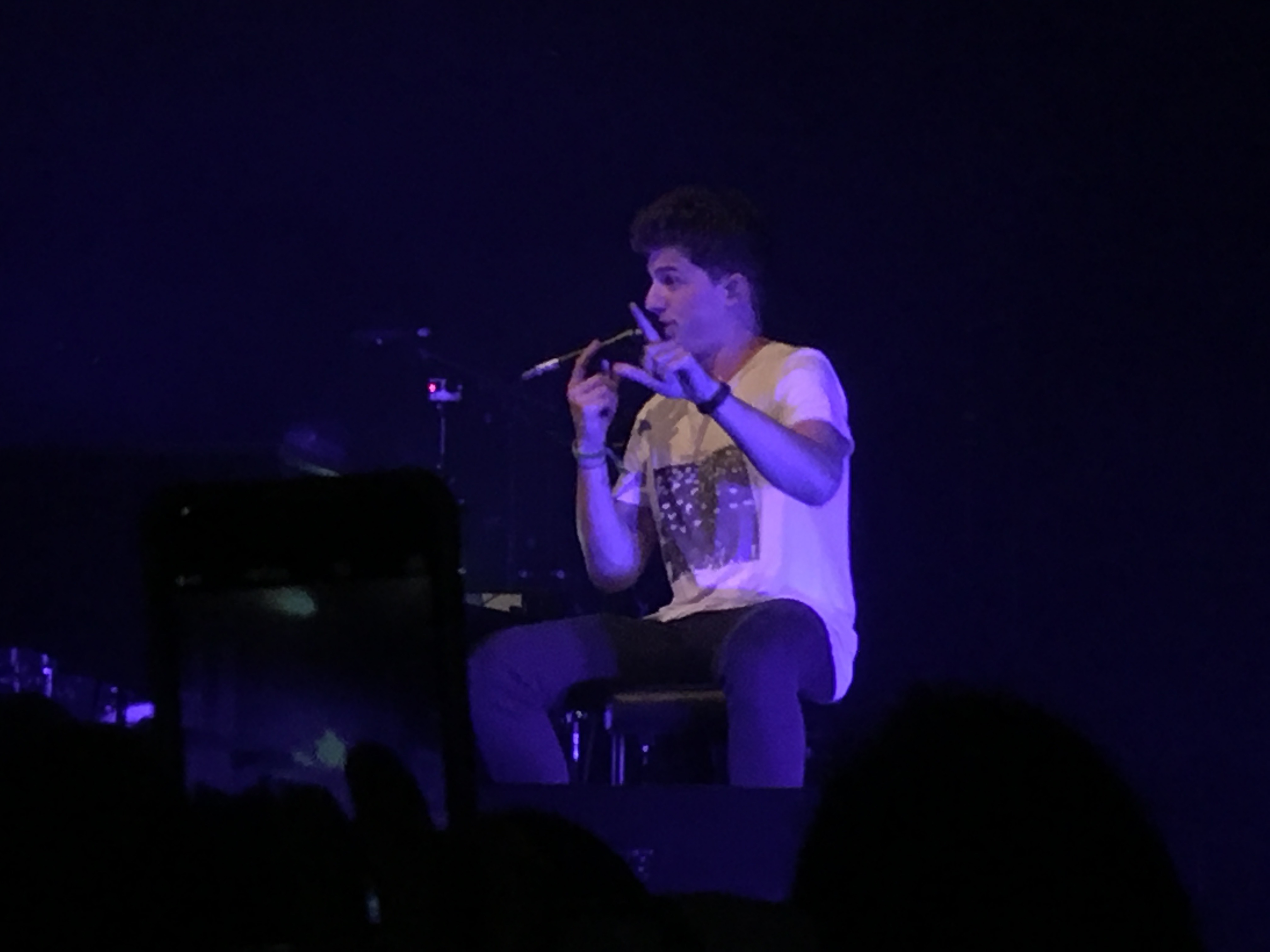
Puth en un concierto en 2016

El 24 de abril de 2017, Puth lanzó «Attention», cuyo videoclip pasaría las 3 millones de visitas en su fecha de estreno y alcanzando el puesto 5 de Billboard. También confirmó que sería parte de «Illuminate World Tour» junto con Shawn Mendes, gira que los llevaría a recorrer Norteamérica en julio y agosto.

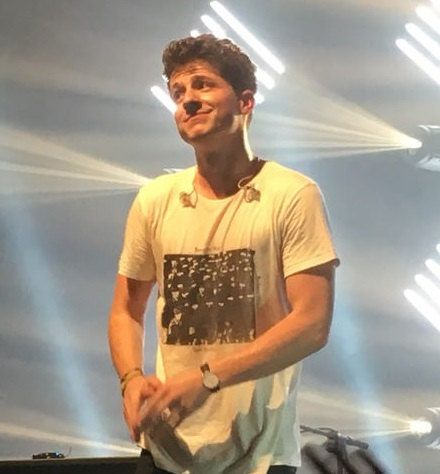
Puth en 2016

El 30 de junio de dicho año anuncia su nuevo álbum «Voicenotes» en una entrevista en Today, donde dijo que el álbum debe su nombre al uso de la aplicación «Voice Notes» (Notas de voz) de su teléfono para ayudarle a crear cada canción. "Soy muy malo al escribir notas de música", explicó. "Cuando tengo una idea, simplemente la grabó en mi teléfono y luego voy al estudio y lo separo".
El 19 de octubre de ese año publicó "How Long", canción que ha sobrepasado las 650 000 000 vistas. Charlie anunció su participación en un álbum ajeno en octubre de 2017 el cual esta por estrenarse en 2018 de un artista independiente aun desconocido.
Charlie anunció su nueva gira «Voicenotes Tour» el 18 de diciembre de 2017 por Twitter, con la cual recorrió Norteamérica en 32 ciudades diferentes desde el 11 de julio al 1 de septiembre de 2018, teniendo como telonera a Hailee Steinfeld. El 27 de junio de 2018 se anunciaron fechas para Asia para un total de 12 ciudades desde el 29 de octubre al 22 de noviembre de 2018.

### 2019–2020: "Una nueva era"
El 7 de junio de 2019 Charlie Puth decide raparse el pelo al cero y, con esta nueva imagen comienza lo que él mismo llama "una nueva era". Por el momento, únicamente se conoce que sacará un nuevo disco en 2021 en el que, según él mismo, su estilo musical cambiará completamente.
A finales de 2019, publica una trilogía de sencillos, "I Warned Myself", "Mother" y "Cheating On You", que posteriormente anunció que no forman parte de su próximo disco.
Ese mismo año también se dedicó a producir los sencillos "Small Talk", y "Harleys in Hawaii" del álbum Smile de la cantante Katy Perry. También colaboró en una versión remix del sencillo de 5 Seconds of Summer "Easier".
Durante este tiempo mantuvo una relación con la joven cantante Charlotte Lawrence, aunque meses después aclaró en Twitter que está soltero.
En enero de 2020 anuncia a través de Twitter que ha decidido eliminar todas las canciones que había compuesto y empezar de cero con su nuevo disco, ya que este no le convencía.
El 25 de junio de 2020 publica un sencillo titulado "Girlfriend" 
El 14 de agosto de 2020 otro sencillo llamado "Hard On Yourself", en colaboración con el artista de grabación de hip hop, cantante, compositor y productor, Matthew Tyler Musto, conocido profesionalmente como Blackbear. "Girlfriend"  y "Hard On Yourself"  tampoco formaron parte del próximo álbum de Charlie.

### 2021–presente: Charlie y TikTok
A principios de 2021 anuncia que está trabajando en su tercer álbum, y luego en los meses de abril-mayo una de sus canciones titulada "Cheating On You" que fue publicada en el año 2019 comienza a hacerse viral en la plataforma de TikTok , causando que las visitas de la canción aumentaran rápidamente en YouTube y Spotify. A este tipo de hechos se le denominan Sleeper hit
Charlie a lo largo de 2021 consiguió una gran fama en TikTok, terminando el año con un total de 15.2 millones de seguidores, ubicándolo en la posición 335 de usuarios con más seguidores en la plataforma. El 16 de septiembre de 2021, Charlie publica un video en TikTok creando una nueva canción, el cual se haría viral, teniendo a día de hoy más de 100.7 millones de visitas. La canción se convertiría en "Light Switch".
En el mismo mes de septiembre de 2021, en colaboración con el cantante y compositor Elton John, publica un sencillo llamado "After All" para el nuevo álbum de Elton The Lockdown Sessions.  
El lanzamiento de una nueva canción estaba previsto para el 1 de enero de 2022, pero debió retrasarse debido a que Charlie se enfermó de COVID-19. El 20 de enero de 2022, finalmente publica "Light Switch", el primer sencillo de su tercer álbum de estudio "Charlie", que será publicado el 7 de octubre del 2022.
El 8 de abril de 2022 publica el segundo sencillo del álbum "That’s Hilarious" que no logró entrar al Hot 100 pero alcanzó la posición n.º96 en Billboard Global 200
El 10 de mayo de 2024 sacó el sencillo "Lose my breath" junto con Stray Kids, un exitoso grupo masculino surcoreano.

## Discografía
- Nine Track Mind (2016)
- Voicenotes (2018)
- Charlie (2022)

## Filmografía
| Año  | Título     | Papel    | Notas                                                | Ref.   |
| ---- | ---------- | -------- | ---------------------------------------------------- | ------ |
| 2016 | Undateable | Él mismo | Episodio: «A New Year's Resolution Walks Into a Bar» | [ 19 ] |
| 2016 | The Voice  | Asesor   | Asesor del equipo de Alicia Keys, Temporada 11       | [ 20 ] |

## Premios y nominaciones
| Gala de premios                 | Año  | Trabajo nominado                           | Categoría                             | Resultado | Ref    |
| ------------------------------- | ---- | ------------------------------------------ | ------------------------------------- | --------- | ------ |
| Teen Choice Awards              | 2015 | "See You Again"                            | Canción R&B/Hip-Hop                   | Ganador   | [ 21 ] |
| Teen Choice Awards              | 2015 | "See You Again"                            | Canción para una película o programa  | Ganador   | [ 21 ] |
| Teen Choice Awards              | 2015 | "See You Again"                            | Mejor Colaboración                    | Nominado  | [ 21 ] |
| MTV EMAs                        | 2015 | "See You Again"                            | Mejor Canción                         | Nominado  | [ 22 ] |
| MTV EMAs                        | 2015 | "See You Again"                            | Mejor Colaboración                    | Nominado  | [ 22 ] |
| American Music Awards           | 2015 | "See You Again"                            | Canción del Año                       | Nominado  | [ 23 ] |
| American Music Awards           | 2015 | "See You Again"                            | Colaboración del Año                  | Nominado  | [ 23 ] |
| Hollywood Music in Media Awards | 2015 | "See You Again"                            | Canción de una película               | Ganador   | [ 24 ] |
| Critics' Choice Awards          | 2015 | "See You Again"                            | Mejor Canción                         | Ganador   | [ 25 ] |
| Premios Globo de Oro            | 2015 | "See You Again"                            | Mejor Canción Original                | Nominado  | [ 26 ] |
| Premios Grammy                  | 2015 | "See You Again"                            | Canción del Año                       | Nominado  | [ 27 ] |
| Premios Grammy                  | 2015 | "See You Again"                            | Mejor Actuación Pop (Dúo/Grupo)       | Nominado  | [ 27 ] |
| Premios Grammy                  | 2015 | "See You Again"                            | Mejor Canción para Audiovisuales      | Nominado  | [ 27 ] |
| Nickelodeon Kids' Choice Awards | 2015 | "See You Again"                            | Mejor Colaboración                    | Ganador   |        |
| Radio Disney Music Awards       | 2016 | Charlie Puth                               | Artista Revelación                    | Nominado  |        |
| Radio Disney Music Awards       | 2016 | "One Call Away"                            | Mejor Canción de Amor                 | Nominado  |        |
| IHeartRadio Music Awards        | 2016 | "See You Again"                            | Mejor Colaboración                    | Nominado  |        |
| IHeartRadio Music Awards        | 2016 | "See You Again"                            | Mejor Letra                           | Nominado  |        |
| IHeartRadio Music Awards        | 2016 | "See You Again"                            | Mejor Canción de una Película         | Nominado  |        |
| Billboard Music Awards          | 2016 | Charlie Puth                               | Mejor Artista Nuevo                   | Nominado  | [ 28 ] |
| Billboard Music Awards          | 2016 | "See You Again"                            | Mejor canción Hot100                  | Ganador   | [ 28 ] |
| Billboard Music Awards          | 2016 | "See You Again"                            | Mejor Canción de Radio                | Nominado  | [ 28 ] |
| Billboard Music Awards          | 2016 | "See You Again"                            | Mejor Streaming                       | Nominado  | [ 28 ] |
| Billboard Music Awards          | 2016 | "See You Again"                            | Mejor Canción de rap                  | Ganador   | [ 28 ] |
| Billboard Music Awards          | 2016 | "See You Again"                            | Mejores Ventas                        | Nominado  | [ 28 ] |
| Teen Choice Awards              | 2016 | Charlie Puth                               | Artista Masculino                     | Nominado  | [ 29 ] |
| Teen Choice Awards              | 2016 | Charlie Puth                               | Artista Revelación                    | Nominado  | [ 29 ] |
| Teen Choice Awards              | 2016 | "One Call Away"                            | Mejor canción: Artista Masculino      | Nominado  | [ 29 ] |
| Teen Choice Awards              | 2016 | "We Don't Talk Anymore" (con Selena Gomez) | Canción de Ruptura                    | Nominado  | [ 29 ] |
| MTV EMAs                        | 2016 | Charlie Puth                               | Mejor Actuación Push                  | Nominado  |        |
| Premios Telehit                 | 2016 | Charlie Puth                               | Artista Masculino del Año             | Nominado  |        |
| Gaon Chart Music Awards         | 2016 | Charlie Puth                               | Artista Revelación Internacional      | Ganador   |        |
| Jaoox Music Awards              | 2017 | Charlie Puth                               | Artista Internacional del Año         | Ganador   | [ 30 ] |
| MTV VMAs                        | 2017 | "We Don't Talk Anymore" (con Selena Gomez) | Mejor Colaboración                    | Nominado  |        |
| BreakTudo Awards                | 2017 | Charlie Puth                               | Mejor Artista Masculino Internacional | Nominado  | [ 31 ] |
| Premios Telehit                 | 2017 | Charlie Puth                               | Artista Masculino del Año             | Nominado  |        |
| LOS40 Music Awards              | 2017 | Charlie Puth                               | Artista o Grupo Internacional del Año | Nominado  | [ 32 ] |
| LOS40 Music Awards              | 2017 | Charlie Puth                               | Artista o grupo Lo+40                 | Nominado  | [ 32 ] |
| Billboard Music Awards          | 2018 | Charlie Puth                               | Mejor Artista de Radio                | Nominado  |        |
| Billboard Music Awards          | 2018 | "Attention"                                | Mejor Canción de radio                | Nominado  |        |
| Teen Choice Awards              | 2018 | "Attention"                                | Mejor Canción: Artista Masculino      | Nominado  |        |
| BreakTudo Awards                | 2018 | Charlie Puth                               | Artista Masculino Internacional       | Nominado  |        |
| BreakTudo Awards                | 2018 | "Voicenotes"                               | Álbum del Año                         | Nominado  |        |
| BreakTudo Awards                | 2018 | Voicenotes Tour                            | Mejor Gira de Verano                  | Nominado  |        |
| MBC Plus x Genie Music Awards   | 2018 | Charlie Puth                               | Mejor Artista Pop                     | Ganador   |        |
| Tudo Information Awards         | 2018 | Charlie Puth                               | Artista Masculino Internacional       | Nominado  | [ 33 ] |
| LOS40 Music Awards              | 2018 | "Voicenotes"                               | Grabación del Año                     | Nominado  | [ 34 ] |
| Premios Grammy                  | 2019 | "Voicenotes"                               | Álbum mejor ingeniado, no clásico     | Nominado  | [ 35 ] |
| IHeartRadio Music Awards        | 2021 | "I Hope" (con Gabby Barrett)               | Mejor Colaboración                    | Nominado  | [ 36 ] |
| IHeartRadio Music Awards        | 2021 | "I Hope" (con Gabby Barrett)               | Mejor Letra                           | Nominado  | [ 36 ] |
| Billboard Music Awards          | 2021 | "I Hope" (con Gabby Barrett)               | Mejor Colaboración                    | Ganador   | [ 37 ] |
| Billboard Music Awards          | 2021 | "I Hope" (con Gabby Barrett)               | Mejor Canción del Top 100             | Nominado  | [ 37 ] |
| Billboard Music Awards          | 2021 | "I Hope" (con Gabby Barrett)               | Mejores Ventas                        | Nominado  | [ 37 ] |
| Billboard Music Awards          | 2021 | "I Hope" (con Gabby Barrett)               | Mejor Canción para Radio              | Nominado  | [ 37 ] |
| MTV VMAS                        | 2022 | Left And Right (con Jung Kook)             | Canción del verano                    | Nominado  |        |

## Giras musicales
- Nine Track Mind Tour (2016)
- Don't Talk Tour (2016)
- Voicenotes Tour (2018)
- One Night Only (2022)
- Charlie the Live Experience (2023)

Como telonero
- Illuminate World Tour (2017)